# Bexar (província)
Bexar (em francês:  Béchar) é um vilaiete argelino do Centro-Noroeste do país. A capital tem o mesmo nome. Possui 270.061 habitantes (Censo 2008) e 21 comunas.